# 李德健
李德健（韓語：이덕건），韓國電視劇導演。

## 作品列表

### 電視劇
- 1994年：KBS《薩拉維亞共和國》
- 1995年：KBS《蒙面天使》
- 2005年：KBS《奇男怪女》
- 2007年：KBS《愛也好恨也好》
- 2008年：KBS《回來的大醬湯鍋》
- 2010年：KBS《風吹好日子》
- 2012年：KBS《愛情啊愛情啊》
- 2013年：KBS《乘著歌聲的愛情》
- 2015年：KBS《奇怪的兒媳》
- 2016年：KBS《怪異家族》
- 2018年：KBS《波濤啊，波濤啊》

### 製作人作品
- 2007年：KBS《奇男怪女》

### 總製作人作品
- 2005年：KBS《玫瑰色人生》

## 外部連結
- NAVER （页面存档备份，存于）